# Brauchtum im Mai
Das Brauchtum im Frühling hat einen Schwerpunkt mit dem Beginn des Monats Mai.

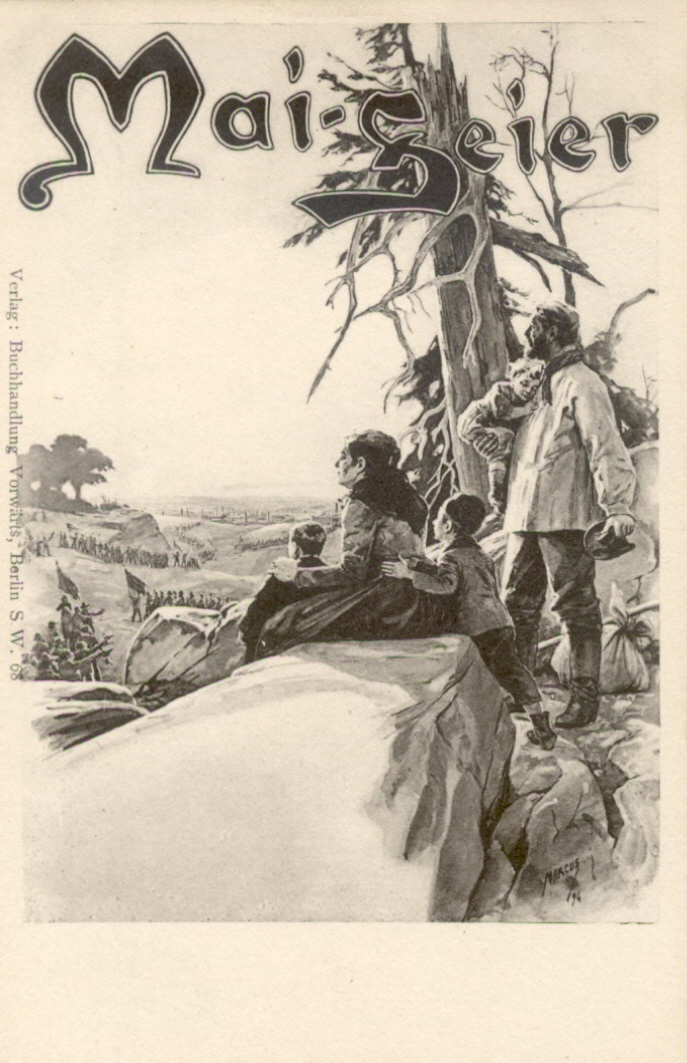
Postkarte zur Maifeier um 1895

Die Nacht vom 30. April zum 1. Mai wurde über Jahrhunderte als Walpurgisnacht begangen. Dieser Brauch lebt heute im „Tanz in den Mai“ fort, mit dem der Anbruch der warmen Jahreszeit gefeiert wird.
Die Römer feierten im Mai die Floralien, ein Fest zu Ehren der Blumen-Göttin Flora, einer Patronin des Frühlings und der Blumen. Am 1. Mai wurde im Mittelalter in Europa der Frühling begrüßt. In der frühen Neuzeit wurden diverse Bräuche abgelehnt. So wurde das Maifest 1555 in Schottland verboten, 1644 untersagte das englische Parlament das Aufstellen von Maibäumen.

## Maibräuche in Mitteleuropa
In vielen Orten wird zum 1. Mai ein bunt geschmückter Maibaum aufgestellt, um den früher verbreitet Volkstänze aufgeführt wurden. Es gilt, im Wettbewerb um den größten und schönsten Maibaum mit den umliegenden Gemeinden zu bestehen. Auch werden etwa in Bayern die Maibäume von den jeweils anderen Gemeinden gestohlen und von ihren Besitzern verteidigt. Nach dem ungeschriebenen Gesetz der Tradition muss eine Gemeinde, deren Baum gestohlen worden ist, ihn von den Dieben um eine gehörige Menge Bieres „auslösen“.
In manchen Gegenden, etwa in Bayern, Württemberg und im Rheinland, sind noch dazu private Maibäume üblich, die von jungen Männern am Haus ihrer Freundin beziehungsweise Angebeteten angebracht werden. Dabei handelt es sich vornehmlich um junge Birken, meist bunt geschmückt oder mit einer Widmung versehen. In Württemberg wird der Baum mit einem Kranz aus den Ästen des Baumes, welche vorher zusammen mit der Schale des Stammes bis zur angemessenen Größe abgetrennt werden, geschmückt. Der Kranz wird dann mit Bändchen zusammengebunden, wobei die Farbe der Bänder eine bestimmte Bedeutung haben. Die Farbe Weiß steht für langfristige Absichten, Rot für die Liebe und Grün für die Hoffnung. Wenn anstelle des Bäumchens ein Kirschbaum  (regional), eine Tanne (regional auch schwarz geschmückt) oder ein Reisigbesen (regional) aufgestellt wird, gilt das der jungen Dame als Rüge für ihr Verhalten. In manchen Gegenden ist darauf zu achten, dass das Bäumchen an einem sicheren Ort aufgestellt wird, so dass es einem Neider oder konkurrierendem Verehrer erschwert wird, das Bäumchen bis Tagesanbruch zu entfernen oder gegen ein eigenes auszutauschen. Im Schaltjahr sind dann die Frauen angehalten, ihrem Liebsten einen Maibaum zu stellen.
Im Bergischen Land pflegt man das Pfingstsingen. Junge Männer oder Männergesangvereine ziehen von Haus zu Haus und entbieten den Pfingstgruß. Dafür sammeln sie Eier, Speck und sonstige Gaben, aber auch Geld.
Im Norddeutschen, vor allem im Oldenburger und Osnabrücker Raum und im Emsland, sowie im Heilbronner Raum, in Franken und in Osthessen werden Maitouren oder Maiwanderungen durchgeführt. Hauptsächlich junge Menschen wandern, mit Bollerwagen ausgestattet, durch die ländliche Region. Dabei werden typischerweise große Mengen Alkohol getrunken.
In einigen Regionen der Schweiz (z. B. in Teilen der Kantone Aargau und Solothurn) und Baden-Württembergs lassen die Maibuben oder in Teilen von Rheinland-Pfalz und des Saarlandes Hexen traditionellerweise von der Sitzbank bis zum Gartentor alles mitgehen, was in den Gärten eines Dorfes nicht niet- und nagelfest ist, und stapeln es auf einem zentralen Platz; die Eigentümer der Gegenstände haben sie dort selbst wieder herauszusuchen. Außerdem ist in ländlichen Teilen Baden-Württembergs das Maienstecken weit verbreitet. Dabei ziehen die jungen Männer aus, um ihrer jeweiligen Herzensdame einen mit Krepppapier- oder Kunststoffbändchen geschmückten Birkenbaum (bis zu 6 m) auf das Dach zu stecken, während der Dorfnachwuchs der umliegenden Nachbarschaft Streiche spielt, wie z. B. Klingelputzen oder Türklinken mit Schuhcreme einstreichen. Derselbe, auch in Städten gepflegte Brauch ist in Bayern unter dem Begriff „Freinacht“ bekannt.
Im Sensebezirk und Bezirk La Glâne des Kantons Freiburg pflegt man noch heute das Maisingen. Es handelt sich dabei um ein Heischesingen, mit dem von Kindern Süßigkeiten und inzwischen auch Geldmünzen eingesammelt werden.